# Walk on Water (песня 30 Seconds to Mars)
«Walk on Water» — первый сингл группы 30 Seconds to Mars из пятого студийного альбома группы America. Песня была написана солистом группы Джаредом Лето. Сингл вышел в продажу 22 августа 2017 года.

## Информация о песне
14 августа 2017 года группа объявила о том, что «Walk on Water» станет лид-синглом с их грядущего студийного альбома. В интервью для издания NME Джаред Лето заявил, что для создания этой песни потребовалось четыре года. Группа записала трек с помощью нанотехнологий, чатбота и само управляющегося программного обеспечения. «Walk on Water» стал первым синглом, изданным группой на лейбле Interscope после разрыва контракта с Virgin Records. Джаред Лето назвал «Walk on Water» «тонкой и минималистской одой».
За первый день продаж песня смогла подняться на 3 место в чарте iTunes download.

## Отзывы критиков
В издании Loudwire был опубликован положительный отзыв о песне, отмечено, что песня отражает политический климат страны в это время. В отзыве журнала Billboard отмечен припев с чертами гимна и побуждающий ритм песни. В отзыве от Rolling Stone также фигурируют черты песни с гимнами, ударные в марширующем ритме и электронный бит. Автор рецензии от издания NME заявил, что песня является «призывом к оружию». В отзыве от Kerrang! отмечен текст песни, призывающий людей объединиться. В Digital Journal дана высшая оценка песне, а также высоко оценён вокал Джареда Лето и работа всей группы.

## Позиции в чартах
| Чарт (2017)                                  | Наивысшая позиция |
| -------------------------------------------- | ----------------- |
| ARIA                                         | 99                |
| Австрия (Ö3 Austria Top 40)                  | 66                |
| Бельгия/Валлония (Ultratip Bubbling Under)   | 43                |
| Канада (Billboard Rock)                      | 41                |
| Canadian Digital Songs (Billboard)           | 29                |
| Финляндия (Latauslista Download)             | 19                |
| SNEP                                         | 54                |
| Германия (GfK)                               | 84                |
| AFP                                          | 39                |
| Шотландия (OCC Scotland)                     | 34                |
| Испания (PROMUSICAE)                         | 33                |
| Швейцария (Schweizer Hitparade)              | 63                |
| Великобритания (OCC UK Singles)              | 87                |
| Великобритания (OCC UK Rock & Metal)         | 1                 |
| США (Billboard Bubbling Under Hot 100)       | 6                 |
| США (Billboard Alternative Airplay)          | 16                |
| США (Billboard Digital Song Sales)           | 26                |
| США (Billboard Hot Rock & Alternative Songs) | 5                 |
| США (Billboard Rock & Alternative Airplay)   | 25                |

## Хронология издания
| Страна | Дата            | Формат               | Лейбл      |
| ------ | --------------- | -------------------- | ---------- |
| США    | 22 августа 2017 | цифровая дистрибуция | Interscope |